# Iroise
De Iroise (Frans: mer d'Iroise, Bretons: An Hirwazh) is een deel van de Atlantische Oceaan voor de kust van Bretagne in het noordwesten van Frankrijk. De zee strekt zich uit van Île de Sein tot Ouessant. De zee is vormt het zuidoostelijkste deel van de Keltische Zee en grenst in het zuiden aan de Golf van Biskaje. Het is een van de gevaarlijkste zeeën in Europa voor zeeschepen. In de winter zijn er vaak hevige stormen met enorme golven. Het is ook een van de rijkste gebieden voor zeeleven en werd in 1988 aangewezen als een van UNESCO's biosfeerreservaten en in oktober 2007 als Frankrijks eerste mariene park.

## Naam en omvang
De naam komt voor het eerst voor in de Neptune francois van 1693 als Passage de l'Yroise, vervolgens als Passage de l'Iroise in de achttiende eeuw, als Iroise in de negentiende eeuw en als mer d'Iroise in de jaren 1970. Het lijkt erop dat de naam niet door lokale zeelieden is bedacht, maar door personeel van de marinebasis in Brest. Op de 18e-eeuwse kaarten staat “Passage de l'Iroise” aangegeven als het kanaal dat vanaf Pointe Saint-Mathieu naar het noordwesten loopt en ten zuiden van Ouessant en de Ponanteilanden blijft. Vanaf de negentiende eeuw omvatte de term Iroise de hele zee langs de westkust van Bretagne tussen Ouessant en Sein. Hoewel dit de grens blijft die door zeelieden wordt gebruikt, hebben sommige twintigste-eeuwse bronnen mer d'Iroise gebruikt om de hele Keltische Zee tot aan Ierland en Groot-Brittannië aan te duiden.
De betekenis van Iroise is onduidelijk; theorieën zijn onder andere:
- van het Oudfranse Iroise dat “Iers” betekent en de zeeroute van Frankrijk naar Ierland aanduidt;
- van een dubieus Oudfrans bijvoeglijk naamwoord iroise, dat “boos” betekent, verwijzend naar de ruwe zeeën;
- van Bretons hirgwaz; hir “lang” + gwaz “stroom, kanaal”;
- van het Bretonse ervoas, of “diep”, verwijzend naar de Atlantische Oceaan, in tegenstelling tot het ondiepe Engelse Kanaal;

Vanaf de jaren 1990 werd “Iroise” populair in Finistère in de naam van vele lokale bedrijven en verenigingen. De brug Pont de l'Iroise werd geopend in 1994.
In de maritieme weersvoorspellingen van Météo-France en het Spaanse AEMET wordt met “Iroise” het zeegebied ten oosten van een lijn van 48°27′N 6°0′W tot 47°30′N 6°0′W aangeduid; dit komt overeen met het noordelijke deel van het Britse Shipping Forecast-gebied van Biskaje.

## Locatie en omgeving
De kustlijn van de Iroise bestaat uit een rijke variëteit aan stranden, rotskliffen, zandduinen, baaien en eilanden zoals het Île de Sein en het eiland Molène.
De grote diepteverschillen en het aangrenzende Kanaal zorgen voor de sterke stromingen door de Iroise. Hoge getijden in het Kanaal zorgen voor sterke noordoostelijke stromingen, die bij eb omkeren. De stromingen kunnen bijzonder hoge snelheden bereiken bij de Raz de Sein of de Goulet de Brest.
In het gebied werden veel vuurtorens gebouwd om zeelieden de weg te wijzen. Veel lokale legenden beschrijven verloren schepen en tragedies op zee.

## Activiteiten
De Iroise kent een verscheidenheid aan activiteiten. De Franse marine is er actief sinds 1631, toen er bij Brest een marinebasis werd geopend. Sinds het einde van de twintigste eeuw is het een centrum van onderzeeëractiviteiten, dankzij de nucleaire onderzeeërbasis op Île Longue op het schiereiland van Crozon in de rede van Brest.
Er wordt nog steeds gevist, hoewel minder belangrijk dan vroeger, vooral in de havens van Le Conquet, Douarnenez, Camaret-sur-Mer en Brest. De vangsten variëren van krabben tot sardines en zeeduivel. Het gebied is ook populair voor zeilen en pleziervaart, vooral in de minder blootgestelde gebieden langs de kust en in de baai van Douarnenez. Duiken wordt ook steeds populairder, vooral vanwege de vele toegankelijke wrakken en spectaculaire onderwatergezichten.

## Opsporing en redding op zee

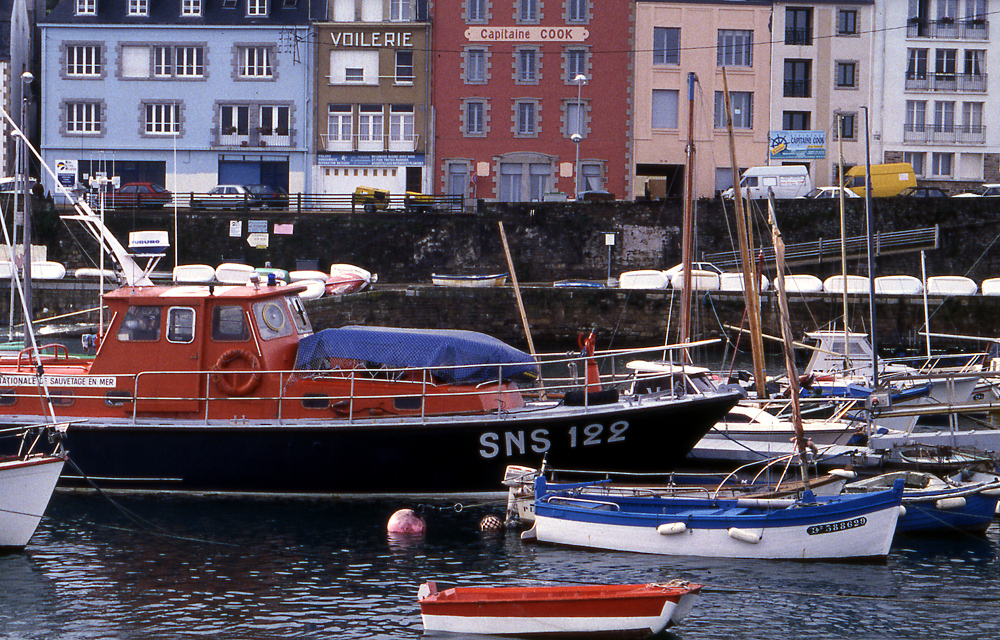
Een reddingsboot van SNSM in de haven van Douarnenez

Vanwege de gevaarlijke omstandigheden op zee, de hoge scheepvaartdichtheid en een aantal schipbreuken in de afgelopen jaren, hebben de Franse autoriteiten speciale zoek- en reddingsoperaties opgezet. Hierbij wordt gebruik gemaakt van schepen zoals de Abeille Bourbon en een aantal grote reddingsboten in de havens van Douarnenez, Camaret-sur-Mer, Le Conquet, Molène en Ouessant.

## Mariene park
Ondanks verschillende grote olierampen en gevallen van overbevissing is de Iroise nog steeds rijk aan flora en fauna. Het is vooral bekend om zijn Europese zeebaars, zijn scholen dolfijnen, zeehonden, kreeften en, bij gelegenheid, maanvis, reuzenhaai en walvissen. Tot de vele soorten zeevogels behoren aalscholvers, zeekoeten en reigers. De zee wordt ook erkend als de rijkste omgeving voor zeewier in Europa, met zo'n 300 soorten.
Daarom hebben de Franse autoriteiten dit gebied op 2 oktober 2007 aangewezen als het eerste mariene park van het land, officieel Parc naturel marin d'Iroise genoemd. De drie belangrijkste doelstellingen zijn het vergroten van de kennis van het mariene milieu, het beschermen van de habitats en soorten in het gebied en het ontwikkelen van allerlei mariene activiteiten. Het mariene park van de Iroise beslaat een gebied van 3.550 km² tussen 48°31′ noorderbreedte (de noordkust van Ouessant) en 47°59′ noorderbreedte (de zuidkust van Île de Sein), de kustlijn van het vasteland in het oosten met uitzondering van de Rade de Brest, en de 12-zeemijlsgrens (22 km) van de Franse territoriale wateren in het westen.

## Ecologie
De Iroise is een van de belangrijkste biogeografische overgangszones ter wereld. Dit is een scheidingslijn tussen de gematigde zeedieren en de koud-gematigde en boreale zeedieren.